# 최부일
최부일(崔富日, 1944년 ~ )는 조선민주주의인민공화국의 군인 겸 정치인이다. 조선인민군 대장으로 인민군 총참모부 부총참모장 겸 인민보안상이다. 조선민주주의인민공화국 국무위원회 위원이고 조선로동당 중앙위원회 정치국 위원 겸 당 중앙군사위 위원이다.

## 경력
1992년 4월 인민군 소장, 1995년 10월 인민군 중장으로 각각 승진했다. 조선인민군 총참모부 부총참모장을 맡고 있다. 2006년 4월과 2010년 9월, 인민군 상장과 대장으로 각각 승진했다.
2010년 9월, 조선로동당 중앙위원회 위원 겸 당 중앙군사위 위원에 선임되었다. 2020년대 초까지 조선로동당에서 활동하다가 은퇴하였다.

## 최고인민회의 대의원
1998년 9월 최고인민회의 제10기 대의원을 지냈다.

## 기타
2005년 10월 연형묵, 2010년 11월 조명록, 2011년 12월 김정일 사망 당시에 국가 장의위원회 위원을 맡았다.